# Исмаил-хан (могулистанский хан)
Исмаил-хан (?—1680) — хан Могульского ханства (1670—1678). Сын правителя Турфана Абд ар-Рахим-хана.
После бегства Абдаллах-хана вопрос о наследниках Могулистана уже решали ойратские нойоны, среди которых выделялись две противоборствующих партии. Первая группа под водительством нойонов Сенге и Очирту-хана выступала за Йулбарса, который находился в Кашгаре. Вторая партия поддерживала Исмаил-хана, скрывавшегося в Аксу. Несмотря на то что Йулбарс-хану удалось в конечном итоге утвердиться в Яркенде и Кашгаре и его провозгласили ханом, практически вся власть находилась в руках Сенгэ.  Что же касается Исмаил-хана, то его привел в Аксу Элдан-тайши, где он также был  провозглашен ханом. Однако одержанные им победы над войсками Йулбарс-хана не открыли ему ворот Кашгара и Яркенда, и он возвратился в Аксу. Исмаил-хан разбив сторонников белогорских ходжей, 2 апреля 1670 г. вошел в Яркенд и был официально провозглашен ханом.
В 1680 году Галдан Бошогту с помощью Аппака Ходжи из белогорских ходжей и его последователей повел 120 000 джунгарских всадников в Таримскую впадину через Аксу и Турфан в сторону Кашгара и Яркенда. Армия хорошо продвинулась вперед. Сын правителя Исмаил-хана Бабак Султан повел свои войска и оказал ожесточенное сопротивление только для того, чтобы погибнуть в бою. Заняв Кашгар, джунгарская армия немедленно двинулась на Яркенд. Генерал Ивазибо (Иваз-бек), посланный против их наступления, был убит, а джунгары заняли Яркенд и взяли в плен Исмаил-хана и его семью.